# География на Доминика
Доминика е разположена в Карибите с обща площ 754 км2, острова е един сред най-скалистите в Карибите. Дължината на бреговата линия е 148 км.

## Релеф
Почти целият остров е покрит с планини, като ниските места са много малко. Крайбрежието е най-разчленено в източната част. Изветряване на земи по острова почти няма.

## Климат
Страната е разположена в субекваториалния климатичен пояс, климата е характерен с високи температури и обилни валежи. Средни дневни температури обикновено варират от 26 °C през януари до 32 °C през юни.

## Растителност
По данни от 1993 година, 67 % от територията е заета с гори, 13 % са земеделски площи, 3 % пасища и 17 % други.